# Help desk
Help desk (literalmente "balcão de ajuda") é um termo da língua inglesa que designa o serviço de apoio a usuários para suporte e resolução de problemas técnicos, informática, telefonia e tecnologias de informação, ou pré e pós vendas. Este apoio pode ser tanto dentro de uma empresa (profissionais que cuidam da manutenção de equipamentos e instalações dentro da empresa), quanto externamente (prestação de serviços a usuários), por meio de um sistema de gerenciamento de incidentes ou call center.
O serviço de help desk pode ser realizado tanto pessoalmente, quanto por telefone, e-mail, fórum e outros meios de comunicação.
Um exemplo de profissões relacionadas a help desk estão os atendentes de telemarketing, auxiliares de empresas e funcionários de lan house e cyber cafe que realizam diversos tipos de serviços dentro do setor, como a manutenção dos computadores, serviços de gerência e atendimento e auxílio direto ao cliente entre outros. O termo mais usado para o profissional da área é "analista de help desk".

## Service desk
O objetivo do service desk é prover aos usuários de TI um single-point-of-contact (SPOC) ou ponto único de contato (PUC), vital para uma comunicação efetiva entre os usuários e as equipes de TI.
A missão principal do service desk é o restabelecimento da operação normal dos serviços dos usuários o mais rápido possível, minimizando o impacto nos negócios causados por falhas de TI.
Para um provimento de serviços de service desk com qualidade, este service desk pode utilizar as melhores práticas ITIL ou outras metodologias de mercado.
Ferramentas de gestão de serviços de TI bem estruturadas, também são vitais para o provimento de um bom serviço.
Para que sejam alcançadas todas as expectativas do cliente, interno ou externo, deve-se estabelecer service level agreement ou acordos de nível de serviço (SLA). O SLA é que definirá em quanto tempo e de que forma o serviço será prestado.

## Organização
Na maioria dos centros de suporte, existe uma divisão da equipe quando da realização do atendimento denominada, em geral, de níveis de atendimento.

### Primeiro nível de atendimento
Destino das ligações dos usuários quando em busca de ajuda para a tecnologia em uso. Esse primeiro nível pode ser caracterizado em dois modelos:

#### Solucionador
Grupo de atendentes que resolve o problema durante a própria ligação do usuário. Através do uso de ferramentas complementares (base de conhecimento, software de controle remoto) e treinamento adequado, o atendente objetiva o encerramento do problema sem a necessidade de transferir (ou escalar) o assunto para outro colega.
Em alguns centros de suporte, o primeiro nível solucionador pode ser particionado por especialidades, facilitando com que técnicos com a habilidade adequada resolvam mais rapidamente o problema (exemplo: células de atendentes peritos em Microsoft Office, outros em redes e segurança etc.).

#### Direcionador
Ainda dentro do primeiro nível, conforme o tipo de atendimento realizado, a equipe que recepciona o problema apenas registra o assunto, anota os detalhes e direciona o atendimento para um colega com maior conhecimento no tema. Isso faz com que o registro seja feito de maneira rápida, garantida e o direcionamento conduz para uma equipe mais apropriada.

### Segundo nível de atendimento
Existem controvérsias no mercado, mas em geral assume-se que é um time com maiores conhecimentos sobre o problema em questão. Significa que se o atendente de primeiro nível não conseguiu resolver um problema do usuário para se conectar na rede, ele irá transferir a responsabilidade desse atendimento para a equipe de administração de redes.
O segundo nível pode também se caracterizar por uma equipe de campo (ou deskside) que vai até o local do usuário para solucionar um problema que por telefone seria impossível (uma impressora quebrada, cabos soltos etc.).

### Terceiro nível de atendimento
São os terceiros especialistas (ou ainda, outro nível interno mais especializado no assunto) que podem ser os fabricantes de determinados hardwares ou softwares, consultores contratados e assim por diante.
Esses são pessoas que tem a capacidade de resolver os problemas não solucionado nos níveis anteriores.

## Tecnologia
A maioria dos centros de suporte podem utilizar simultaneamente várias ferramentas para oferecer o melhor atendimento aos seus usuários. Entre os produtos utilizados encontram-se:
- Software de registro e acompanhamento de incidentes
- Software para controle remoto
- Software para manutenção de base de conhecimento
- Software para gerenciamento de problemas
- Software para controle e gerenciamento de inventário
- Software para CMDB (engloba controle de inventário e outras funcionalidades)
- Headset para manter as mãos livres durante o atendimento
- URA (Unidade de Resposta Audível)
- software de Business Intelligence para analisar tendências
- software integrado com central telefônica para reinicialização de senhas

## Processos
Os processos mais comuns dentro de uma área pequena ou média de help desk, service desk e suporte técnico são (os quais ainda podem se desdobrar em vários subprocessos):
- gerenciamento de incidentes
- Gerenciamento de problemas
- Gerenciamento do conhecimento
- Marketing
- Monitoramento de Operação/Produção.